# Novo Mesto
Novo Mesto o Novo mesto (nome ufficiale in sloveno, IPA: [ˈnɔːʋɔ ˈmeːstɔ], in tedesco Neustadtl o Rudolfswerth; lett. "Nuova Città") è una città della Slovenia di 23 335 abitanti appartenente alla regione statistica della Slovenia Sudorientale. La città ricade nel territorio del comune cittadino di Novo Mesto (Mestna občina Novo mesto) e ne è capoluogo comunale.

## Geografia fisica
Novo Mesto si trova a una distanza di circa 70 km da Lubiana e 80 km da Zagabria; è il centro principale della regione statistica della Slovenia sudorientale e della provincia storica della Bassa Carniola (Dolenjska).
Il comune si estende su un territorio prevalentemente collinoso solcato dal fiume Krka, che attraversa la città, e delimitato nella parte sud-orientale dalla catena dei monti Gorjanci che delimitano il confine con la Croazia; la superficie è di 295 km².

### Clima
Novo Mesto ha un clima umido e continentale. Gli inverni sono moderatamente freddi con la neve che si presenta quasi tutti gli anni. La più fitta nevicata si è verificata il 17 febbraio 1969, con circa 103 cm di neve. La temperatura più fredda si è registrata il 17 febbraio 1952 con −25,6 °C mentre la più calda l'8 agosto 2013 con 39,9 °C. Le precipitazioni sono spesso abbondanti tra l'inizio dell'estate e l'inizio dell'autunno.

## Storia
Fu fondata nel 1365 da Rodolfo IV d'Asburgo e nel XV secolo divenne un'importante base militare sul confine con gli Ottomani. Si è poi evoluta in un importante centro regionale, nonostante sia stata gravemente colpita da incendi nel 1576 e nel 1664 e dalla pestilenza nel 1599.
Dal 1941 al 1943, a seguito dell'invasione della Jugoslavia da parte delle truppe dell'Asse, la città venne occupata dalle truppe italiane e annessa all'Italia nella neonata Provincia di Lubiana.

## Monumenti e luoghi d'interesse
- Cattedrale di San Nicola